# Hornbach (Schwarzbach)
Der Hornbach (frz. La Horn) ist ein etwa 55 km langer linker Zufluss des Schwarzbachs. Er entspringt in Lothringen (Frankreich) und fließt nach Rheinland-Pfalz (Deutschland). Dort ist das Gewässer Namensgeber der Stadt Hornbach und der Ortsgemeinde Althornbach.

## Name
Der heute als La Horn bzw. Hornbach bezeichnete Wasserlauf trug früher am Ober- und Mittellauf andere Namen. Von der Quelle bis zum Zufluss der Trualbe von rechts bei Waldhausen wurde er Bitscher Bach genannt, danach bis zur Aufnahme der Schwalb von links in der Gemeinde Hornbach Trualbe oder Trualb, erst ab dort dann Hornbach wie heute. Auch heute noch wird auf topographischen Karten für den Teilstrang zwischen den beiden genannten Zuflüssen der alte Name Trualb in Klammern mit angeführt.
Der Name leitet sich entweder von althochdeutsch horn für 'Vorgebirge, Landspitze' oder horo für 'Schlamm, Schmutz, Kot, Erde' ab.

## Geographie

### Flusslänge
Für den französischen Teilabschnitt werden 27,56 km angegeben, für den deutschen 32,77 km. Die Strecke von etwa 5,4 km, auf welcher der Hornbach die Grenze zwischen Frankreich und Deutschland bildet, wird sowohl zum französischen als auch zum deutschen Laufweg hinzugezählt; deswegen sind 5,4 km von der Summe beider Werte abzuziehen, um die Gesamtlänge zu ermitteln.

### Verlauf
Der Hornbach entspringt im Gebiet der in Frankreich so genannten Nordvogesen, südlich der lothringischen Stadt Bitsch, auf einer Höhe von 315 m etwa 400 m südwestlich des von ihm gespeisten Entenbaechel-Teichs. Er durchquert zunächst den Hasselfurter Weiher (französisch étang de Hasselfurth) und fließt nach Norden über Bitsch, Hanviller und Bousseviller nach Waldhouse. Hier mündet von rechts die fast gleichstarke Trualbe ein. Auf den nächsten etwa 12 km führt das Gewässer nun beide Namen nebeneinander. Zwischen dem lothringischen Rolbing und dem südwestpfälzischen Riedelberg trennt der Hornbach die beiden Staaten Frankreich und Deutschland.
In Deutschland tritt er in den Landkreis Südwestpfalz ein und wendet sich bei der Kirschbacher Mühle, wo die Felsalb von rechts einmündet, nach Westen. Auf der weiteren Strecke über Dietrichingen und Mauschbach zur Stadt Hornbach setzt das Gewässer im Frühjahr oft weite Wiesen- und Ackerflächen unter Wasser. Bei Hornbach mündet von links die Schwalb ein. Danach verläuft das landwirtschaftlich geprägte Tal wieder in nördlicher Richtung. Es wird in diesem Abschnitt auch von der Bundesstraße 424 und vom Pirminius-Radweg benutzt, der in diesem Bereich größtenteils identisch ist mit der ehemaligen Trasse der Hornbachbahn. Unterhalb von Althornbach verlässt das Gewässer den Kreis Südwestpfalz und erreicht mit dem Stadtteil Rimschweiler die kreisfreie Stadt Zweibrücken. Kurz vor Ixheim mündet von links die Bickenalb ein, die im lothringischen Kleinrederchingen entspringt und dann einige Kilometer durch das Saarland verläuft. Bis hierher ist auch noch die Bahnlinie erhalten, da sich auf der rechten Bachseite ein großes Draht- und Nagelwerk von einst internationaler Bedeutung befindet.
Neben der Autobahn 8 verläuft der Bach nun weitgehend kanalisiert und mündet schließlich auf einer Höhe von etwa 222 m beim Stadtteil Bubenhausen von links in den Schwarzbach, der seinerseits wenig später in die Blies einmündet.
Der etwa 55 km lange Lauf des Hornbachs endet 96 Höhenmeter unterhalb seiner Quelle, er hat somit ein mittleres Sohlgefälle von ungefähr 1,7 ‰.

### Einzugsgebiet
Das Einzugsgebiet des Hornbachs ist 521,13 km² groß.
Der Hornbach entwässert mit seinen Nebenbächen den Norden des im Département Moselle gelegenen Bitscher Lands, den äußersten Südwesten des Pfälzerwalds, das Zweibrücker Hügelland und den Südosten des Saarpfalz-Kreises. Der weitere Abfluss erfolgt über den Schwarzbach, die Blies, die Saar, die Mosel und den Rhein zur Nordsee.
Das Einzugsgebiet grenzt
- im Nordosten an das der Rodalb, die in den Schwarzbach mündet;
- im Osten an das des Salzbachs, eines Zuflusses der Lauter, die in den Rhein mündet, und an das des Rheinzuflusses Sauer;
- im Südosten an das des Falkensteinerbach-Zuflusses Schwarzbach und an das des Falkensteinerbachs selbst, der in die Nördliche Zinsel mündet;
- im Süden an das der Nördlichen Zinsel, die über die Moder in den Rhein entwässert;
- im Südwesten an das des Thalbachs und dann an das des Petersbachs, die beide über die Eichel in die Saar entwässern;
- im Westen an das der Blies.

### Hochwasserpartnerschaft
Am 1. Februar 2012 wurde mit dem Ziel „Gemeinsam gegen Hochwasser • Bewusstsein schaffen – Vorsorge treffen – Gemeinsam handeln“ in Zweibrücken die Hochwasserpartnerschaft Schwarzbach–Hornbach–Rodalbe gegründet. Sie umfasst das Einzugsgebiet des Schwarzbachs mit seinen Zuflüssen Hornbach und Rodalb. Dem Zweckverband gehören an:
- Städte Pirmasens und Zweibrücken
- Verbandsgemeinden Pirmasens-Land, Rodalben, Thaleischweiler-Wallhalben, Waldfischbach-Burgalben und Zweibrücken-Land
- Landkreis Südwestpfalz

### Zuflüsse

#### Diagramm
| Zuflüsse des Hornbachs ab 5 km Länge                              | Zuflüsse des Hornbachs ab 5 km Länge | Zuflüsse des Hornbachs ab 5 km Länge | Zuflüsse des Hornbachs ab 5 km Länge | Zuflüsse des Hornbachs ab 5 km Länge |
| ----------------------------------------------------------------- | ------------------------------------ | ------------------------------------ | ------------------------------------ | ------------------------------------ |
| Quelle                                                            |                                      |                                      |                                      |                                      |
| Schorbach                                                         | Schorbach                            |                                      | 5,0 km                               | 5,0 km                               |
| Schwarzbach                                                       | Schwarzbach                          |                                      | 11,7 km                              | 11,7 km                              |
| Trualbe                                                           | Trualbe                              |                                      | 9,1 km                               | 9,1 km                               |
| Breidenbach                                                       | Breidenbach                          |                                      | 10,4 km                              | 10,4 km                              |
| Felsalb                                                           | Felsalb                              |                                      | 17,7 km                              | 17,7 km                              |
| Schwalb                                                           | Schwalb                              |                                      | 25,3 km                              | 25,3 km                              |
| Bickenalb                                                         | Bickenalb                            |                                      | 17,2 km                              | 17,2 km                              |
| Mündung – dunkelblau: linke Zuflüsse, hellblau: rechte Zuflüsse – |                                      |                                      |                                      |                                      |

#### Liste
| Name                      | GKZ                 | Lage   | Länge in km | EZG in km² | Mündung                                    | Mündungshöhe in m ü. NHN | Bemerkungen                              |
| ------------------------- | ------------------- | ------ | ----------- | ---------- | ------------------------------------------ | ------------------------ | ---------------------------------------- |
| Lebach                    |                     | links0 | 001,5000    |            | in Bitsch                                  | 28400000                 |                                          |
| Rothlambach               |                     | links0 | 002,2000    |            | südlich der Ochsenmühle                    | 27600000                 |                                          |
| Schorbach                 | A9320410            | links0 | 005,0000    |            | nördlich der Ochsenmühle                   | 27100000                 |                                          |
| Neubach                   |                     | links0 | 001,6000    |            | südlich der Schwingmühle                   | 27000000                 |                                          |
| Musbach                   | A9320510            | rechts | 003,9000    |            | nördlich der Schwingmühle                  | 27000000                 | auch Ruisseau Moosbach                   |
| Kumper Bach               | A9320540            | links0 | 002,0000    |            | in Hanviller                               | 26400000                 | auch Ruisseau du Kamp                    |
| Schwarzbach               | A9320600            | rechts | 011,7000    |            | nordnordöstlich von Bousseviller           | 26200000                 |                                          |
| Klassbach                 |                     | links0 | 001,3000    |            | nordnordöstlich von Bousseviller           | 26200000                 |                                          |
| Schweixer Bach            | A9320990            | rechts | 001,3000    |            |                                            | 25800000                 | auch Ruisseau de Schweix                 |
| Trualbe                   | A9330340 264268-2   | rechts | 009,1000    |            | westnordwestlich von Waldhouse             | 25500000                 | auch Schwarzbach + Ruisseau d’Eppenbrunn |
| Breidenbach               | A9330470            | links0 | 010,4000    |            | bei Dorst                                  | 24900000                 |                                          |
| Bach von der Eichholzhöhe | 264268-334          | rechts | 000,8000    | 0000,610   |                                            | 24900000                 |                                          |
| Bach vom Truschener Hang  | 264268-34           | links0 | 001,3000    | 0002,310   | in Rolbing                                 | 24800000                 |                                          |
| Weiherbach                | A9330840 264268-358 | links0 | 002,7000    | 0005,950   | bei Rolbing-Opperding                      | 24500000                 |                                          |
| Bottenbach                | 264268-36           | rechts | 003,7000    | 0007,760   | zwischen Riedelberg und Großsteinhausen    | 24500000                 |                                          |
| Großsteinbach             | 264268-38           | rechts | 000,6000    | 0000,7000  | westlich von Großsteinhausen               | 24300000                 |                                          |
| Felsalb                   | 264268-4            | rechts | 017,7000    | 0075,960   | an der Kirschbacher Mühle                  | 24000000                 |                                          |
| Kirschbach                | 264268-52           | rechts | 002,8000    | 0006,570   | südöstlich des Kirschbacher Hofs           | 23900000                 |                                          |
| Bach am Klosterwaldhof    | 264268-532          | rechts | 000,6000    | 0000,820   | nördlich von Dietrichingen-Monbijou        | 23900000                 |                                          |
| Bach am Schulzenbühl      | 264268-56           | links0 | 000,6000    | 0000,670   | westlich von Dietrichingen                 | 23700000                 |                                          |
| Mühlbach                  | 264268-572          | links0 | 000,4000    | 0000,450   | östlich von Mauschbach                     | 23400000                 |                                          |
| Mauschbach                | 264268-574          | rechts | 000,6000    | 0001,030   | bei Mauschbach                             | 23400000                 |                                          |
| Schwalb                   | A93-0220 264268-6   | links0 | 025,3000    | 0114,470   | in Hornbach                                | 23000000                 |                                          |
| Unterbeiwaldgraben        | 264268-7112         | links0 | 000,3000    |            | westlich von Hornbach-Unterbeiwalderhof    | 22900000                 |                                          |
| Buchholzgraben            | 264268-7114         | rechts | 000,8000    | 0000,630   | westlich von Althornbach-Buchholzbergerhof | 22800000                 |                                          |
| Althornbach               | 264268-7116         | rechts | 000,9000    | 0001,340   | bei Althornbach                            | 22700000                 |                                          |
| Bach am Bödinger Hof      | 264268-7192         | links0 | 000,6000    | 0000,500   | nördlich von Althornbach-Bödingerhof       | 22700000                 |                                          |
| Atzenbach                 | 264268-72           | rechts | 001,3000    | 0002,570   | bei Rimschweiler                           | 22500000                 |                                          |
| Metzenbach                | 264268-73?          | rechts | 000,8000    |            | bei Rimschweiler                           | 22500000                 |                                          |
| Bach im Mühltal           | 264268-792          | rechts | 001,6000    | 0001,880   | südöstlich von Ixheim                      | 22500000                 |                                          |
| Bickenalb                 | 264268-8            | links0 | 017,2000    | 0077,400   | südlich von Ixheim                         | 22300000                 |                                          |
| Hornbach                  | A93-0210 264268     |        | 054,9000    | 0521,130   | in Zweibrücken-Bubenhausen                 | 22200000                 | Mündet in den Schwarzbach                |

Anmerkungen zur Tabelle
1. ↑  Gewässerkennzahl, in Deutschland die amtliche Fließgewässerkennziffer mit zur besseren Lesbarkeit eingefügtem Trenner hinter dem Präfix, das einheitlich für den allen gemeinsamen Vorfluter Hornbach steht.
2. ↑  Bezeichnung nach der Straße: Rue de Lebach.
3. 1 2 3 4 5  Eigenmessung der Länge auf dem Géoportail.
4. ↑  Bezeichnung auf der Carte ING.
5. ↑  Eigenmessung auf dem Viewer des Geografischen Informationssystems der Großregion (GIS-GR).
6. 1 2 3  Eigenmessung auf LANIS.
7. ↑  Bei GDA Wasser: Flurbächel
8. ↑  Bezeichnung nach dem Flurnamen Metzenbacher Klamm auf LANIS.
9. ↑  Die Daten des Hornbachs zum Vergleich

Zuflüsse
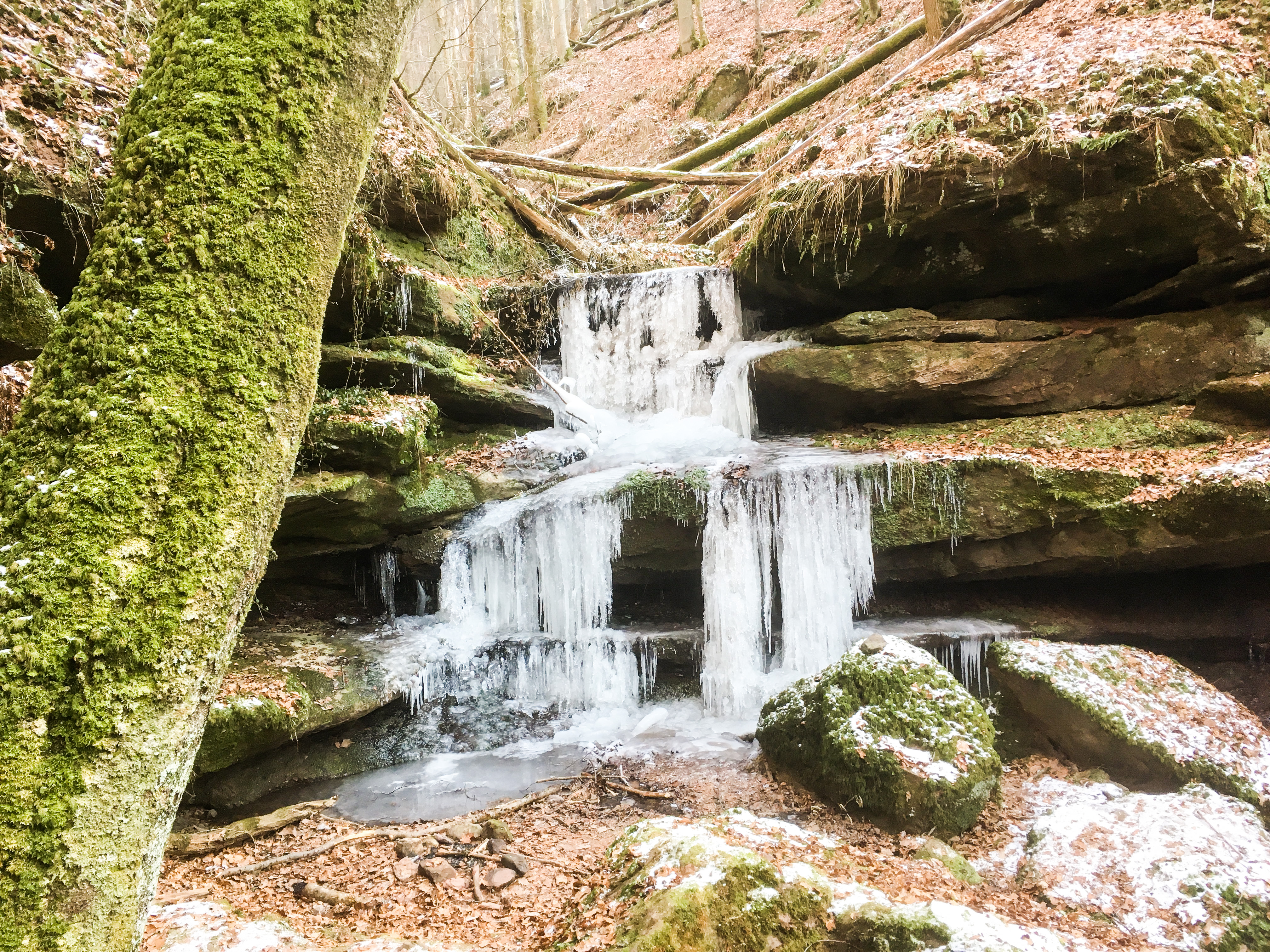
Wasserfall in der Hexenklamm rechts der Felsalb
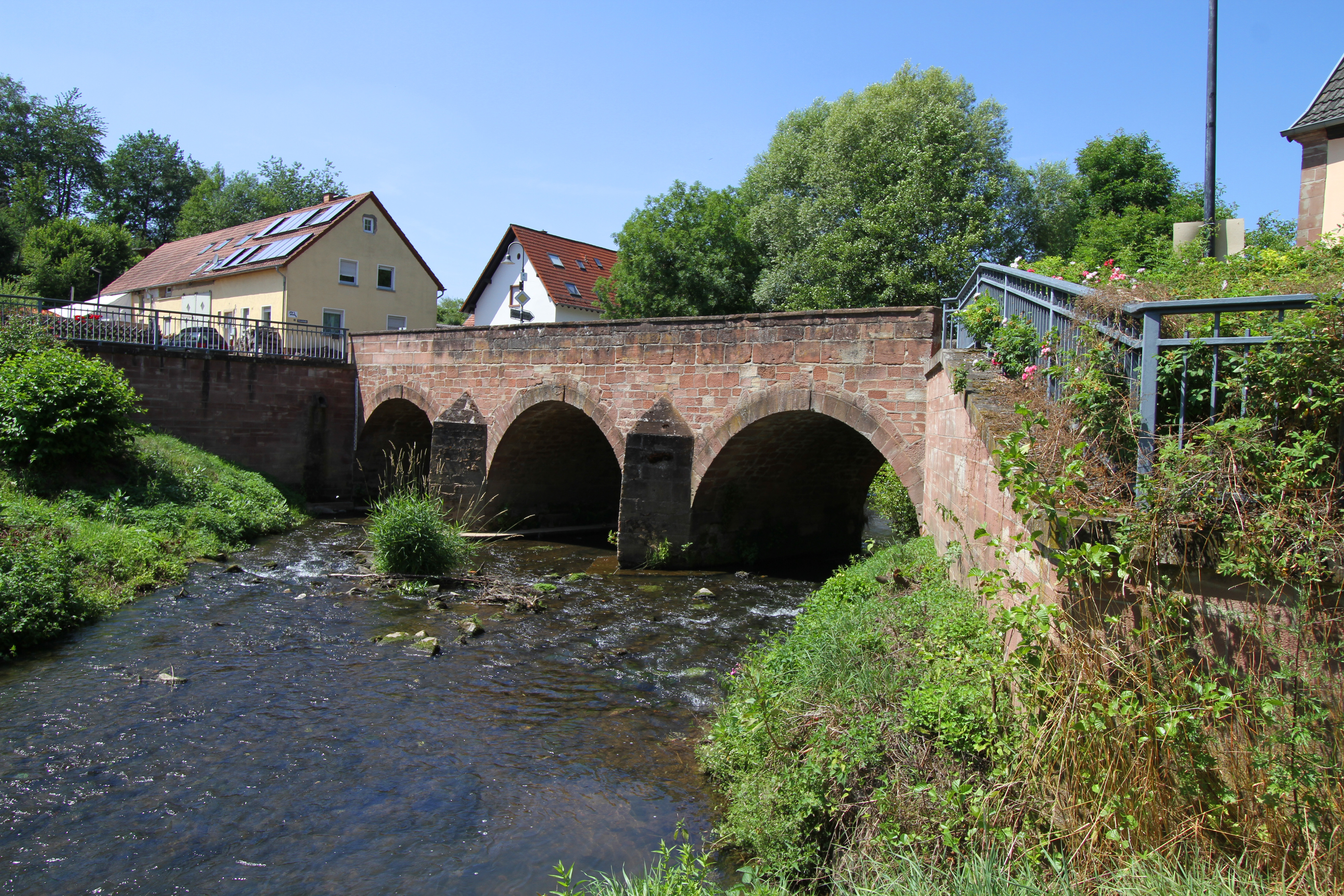
Lauerbrücke über die Schwalb in Hornbach
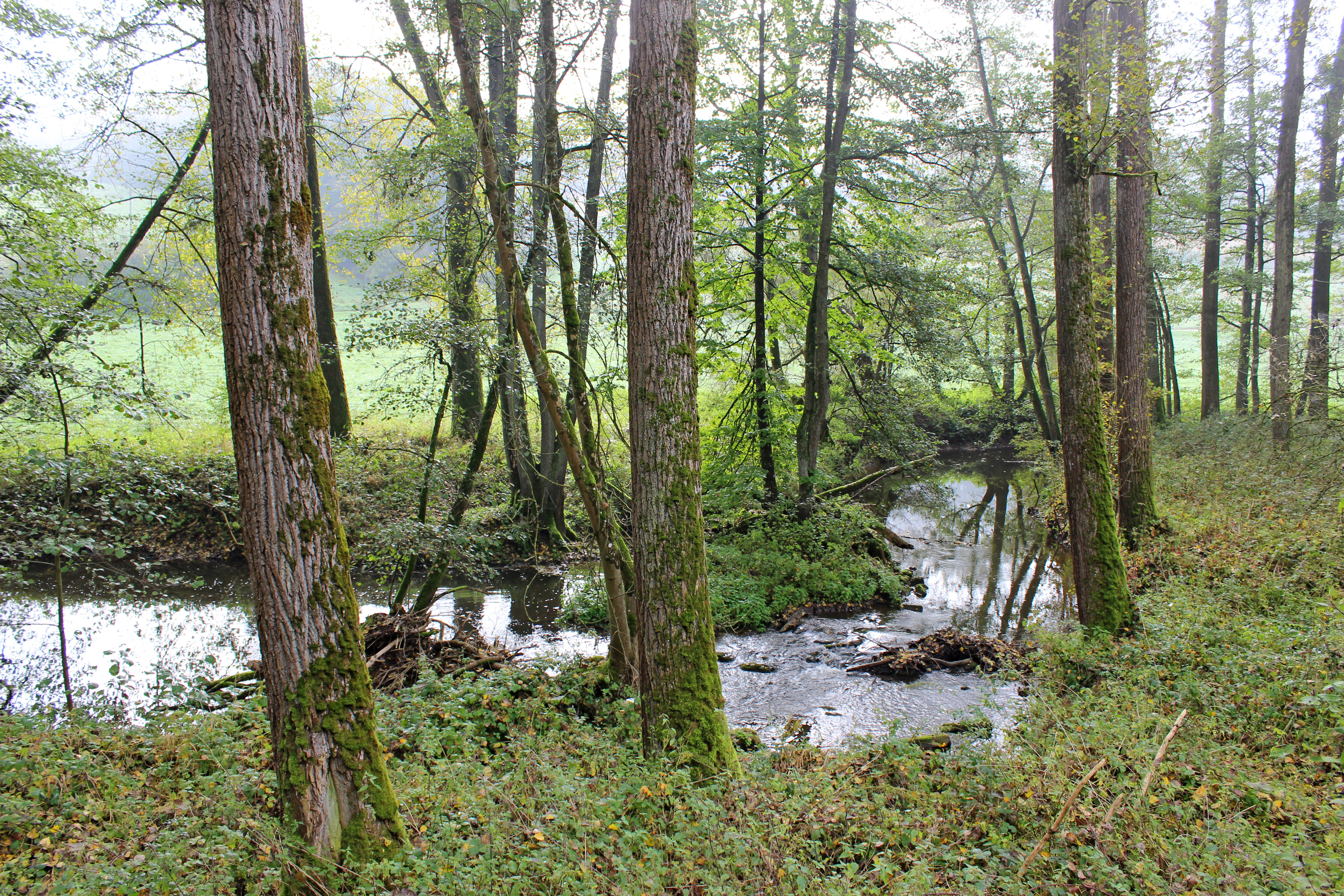
Bickenalb zwischen Altheim und Mittelbach

## Verkehr
Ab 1913 verlief die in Zweibrücken beginnende Hornbachbahn am Fluss entlang bis zum gleichnamigen Ort. Sie wurde bis 1996 in mehreren Teilstücken bis auf eine innerstädtische Reststrecke stillgelegt.